# Barajul Verde

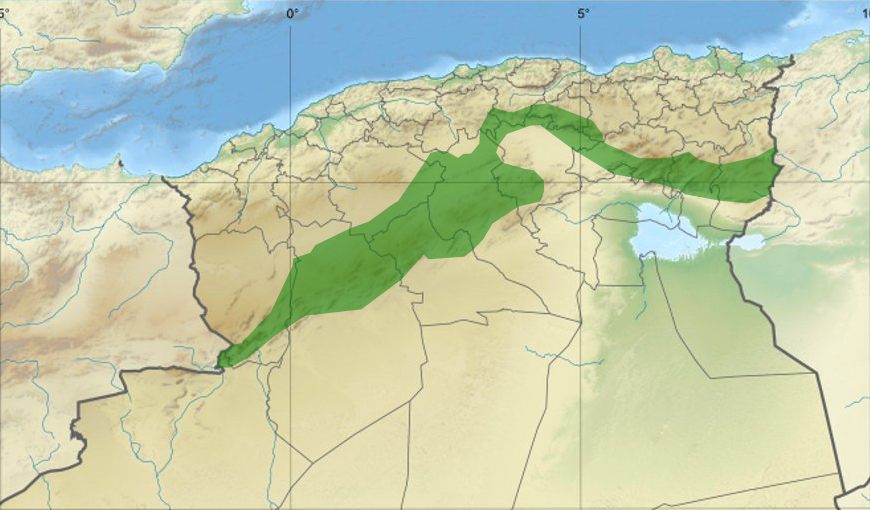
Amplasarea Barajului Verde

Barajul Verde este o pădure, plantată de om, care se află în Algeria.

## Istoria
Lansarea lucrărilor la Barajul Verde a avut loc la 14 august 1974. 

## Geografia
Barajul Verde urmărește să împiedice avansarea deșertului Sahara și crearea de condiții pentru agricultură. Barika este unul dintre orașele ce a beneficiat de acest proiect.

### Date generale
Pădurea are o suprafață de 1500000 hectare, o lungime de 1500 km și o lățime care variază între 5 și 20 km.

### Particularitate
Barajul Verde este cea mai mare pădure plantată de om. 